# Csanádi Ferenc
Csanádi Ferenc (Pestszenterzsébet, 1925. március 26. – 1985. szeptember 7.) labdarúgóedző. Testvére Csanádi Árpád, labdarúgó, edző, sportvezető.

## Pályafutása

### Labdarúgóként
Labdarúgóként a Ferencváros második csapatában játszott.

### Edzőként, sportvezetőként
Visszavonulása után edzőként kezdetben ifjúsági csapatoknál dolgozott. 1959-től Szépföldi Józseffel Guineában volt edző.
1967–68-ban Kongó-Kinshasa válogatottjának szövetségi kapitányaként tevékenykedett. Mérlege 13 mérkőzésen 8 győzelem, 1 döntetlen és 4 vereség volt, ebbe belefért a kontinensbajnokság nagy menetelése és az aranyérem megszerzése is.
Hazatérve először a Ferencváros másodedzője, majd 1970-től vezetőedzője lett. 143 mérkőzésen ült a zöld-fehérek kispadján (90 bajnoki, 6 hazai kupa, 16 nemzetközi tétmérkőzés, 31 nemzetközi barátságos és díjmérkőzés). Három bajnoki ezüstérmet és két kupagyőzelmet szerzett a csapattal. Legnagyobb sikerét az 1971–72-es idényben érte, amikor az UEFA kupában az elődöntőig jutott az együttessel.
Később a Toldy Ferenc Gimnázium testnevelés tanára lett.
| Időpont              | Helyszín             | Mérkőzés típusa           | Mérkőzés                                   | Eredmény |
| -------------------- | -------------------- | ------------------------- | ------------------------------------------ | -------- |
| 1970. szeptember 29. | Népstadion, Budapest | első mérkőzése edzőként   | Ferencvárosi TC–Liverpool FC               | 1 : 1    |
| 1973. október 3.     | Stadion, Varsó       | utolsó mérkőzése edzőként | Gwardia Warszawa (lengyel)–Ferencvárosi TC | 2 : 1    |

## Sikerei, díjai
- Magyar bajnokság
  - 2.: 1970–71, 1972–73, 1973–74
  - 3.: 1942–43
- Magyar kupa (MNK)
  - győztes: 1972, 1974
- UEFA-kupa
  - elődöntős: 1971–72
- Afrikai nemzetek kupája
  - győztes: 1968
- Magyar Köztársasági Sportérdemérem ezüst fokozat (1949)[5]